# Sheila Jeffreys
Sheila Jeffreys, född 13 maj 1948 i London, är en brittisk feministisk aktivist, författare och akademiker.

## Biografi
Jeffreys härstammar från East End i London och studerade vid Manchester University. Hon undervisade politisk vetenskap vid The University of Melbourne mellan 1991 och 2015.
Jeffreys var aktiv i Women's Liberation Movement i tolv år, främst inom Women Against Violence Against Women. Hon har bidragit till publikationer såsom The Sexual Dynamics of History (London Feminist Group, 1983) och The Sexual Papers (Coveney, Jackson, Jeffreys och Mahoney, 1984). Jeffreys var medlem i Leeds Revolutionary Feminist Group, som var en feministisk organisation som verkade i Storbritannien under 1970- och 1980-talen.
Jeffreys har uttryckt sig kritiskt till transsexualism och anklagats för transfobi, bland annat för att ha hävdat att transkvinnor är män. 

## Framstående verk

### The Spinster and Her Enemies: Feminism and Sexuality 1880-1930(1985)
Boken The Spinster and Her Enemies: Feminism and Sexuality 1880-1930 behandlar förändringen av sexuella attityder i Storbritannien kring millennieskiftet år 1900, ur ett feministiskt perspektiv. Jeffreys kritiserar tanken om att den sexuella puritanismen under den viktorianska eran skulle ha gett upphov till 1900-talets sexuella revolution. Jeffreys understryker feministernas inverkan på The Social Purity Movement under 1880-talet, där den sociala puritanismens huvudsakliga mål var att utrota prostitution och sexuellt våld mot kvinnor och flickor. Både män och kvinnor kämpade emot detta sexuella beteende trots att männens och kvinnornas roller var totalt olika i förhållande till varandra, kvinnorna är objekten medan männen är utnyttjarna. Inom rörelsen intresserade männen sig för att kontrollera andra mäns beteende, medan kvinnornas engagemang riktades till att förhindra utnyttjandet av andra kvinnor.
I det tredje kapitlet i boken beskriver Jeffreys feministernas kamp mot sexuellt utnyttjande av barn. Jeffreys ger en inblick i hur lagen skyddade männen som gjort sig skyldiga till sexualbrott, eftersom lagstiftarna och domarna enbart bestod av män på den tiden. Männens beteende skyddades medan kvinnorna totalt saknade rättssubjektivitet. Feminister kämpade för att sexuellt utnyttjande av flickor skulle få samma rättsföljd som sexuellt utnyttjande av pojkar.
Bokens sjätte kapitel handlar om lesbiskhet och vänskap mellan kvinnor, där Jeffreys bland annat refererar till läkaren Havelock Ellis och poeten Edward Carpenter. Framför allt beskrivningen av kvinnlig vänskap har mottagit en hel del positiv kritik, medan negativ kritik bland annat riktats mot Jeffreys kritiska syn på den sexuella frigörelsen. Författaren och konstnären Mary Meigs skrev en positiv recension av The Spinster and Her Enemies till den homosexuella tidskriften The Body Politic, Meigs skriver att "Jeffreys påminner oss om att den patriarkala fientligheten gentemot lesbiska är lika stark idag som den var under den period som boken beskriver".
Phyllis Grosskurth hyllar Jeffreys teori i The Times Literary Supplement, om att de "sexuella reformatörerna" i själva verket arbetade emot kvinnornas intressen.
Historikern Lillian Faderman ger i American Journal of Sociology sitt understöd åt Jeffreys syn om att den sexuella maktobalansen mellan män och kvinnor bygger på kvinnornas sociala ojämlikhet, och att lesbiskhet och att förbli ogift som kvinna hjälper till att bekämpa denna ojämlikhet.

### Anticlimax: A Feminist Perspective on the Sexual Revolution(1990)
I boken Anticlimax: A Feminist Perspective on the Sexual Revolution analyserar Jeffreys den sexuella revolutionen och diskuterar vad den innebär för kvinnor. I boken argumenterar Jeffreys för att den sexuella revolutionen inte har inneburit frigörelse för kvinnor, utan ökad sexualisering av kvinnors underkastelse som förhindrar kvinnors frigörelse. I verket använder Jeffreys begreppet heterosexual desire och definierar det som åtrå som sexualiserar dominans och underkastelse, oavsett om den utövas i hetero- eller homosexuella relationer. Homosexual desire definieras som åtrå som sexualiserar jämlikhet: i teorin också oberoende av kön, men enligt Jeffreys svårt att förställa sig under rådande normer.
I bokens första kapitel presenterar Jeffreys den sexuella revolutionens bakgrund från början av 1900-talet genom att hänvisa till dåtida familje- och sexualpolitiska projekt och dokumentation av försök att få kvinnor att njuta av heterosexuellt samlag.
Vidare diskuterar Jeffreys hur den sexuella revolutionen såg ut för dåtidens kvinnor och illustrerar med exempel från kvinnomagasin och pornografi såväl som framstående sexologer och sexualrådgivare som Masters & Johnson och Inge och Sten Hegeler. Jeffreys kritiserar särskilt konstruktionen av sexuella hämningar: hon menar att kvinnors dokumenterade ointresse för ojämställt heterosexuellt samlag är naturligt och att pådrivare av den sexuella revolutionen patologiserade den hälsosamma aversionen för att kräva att kvinnor omfamnar manliga begär. Jeffreys riktar dessutom kritik mot feminister som arbetat för att kvinnor ska ha likadana möjligheter och attityder till sex som män, eftersom det enligt henne är omöjligt då den manliga sexualiteten de försöker imitera är totalt beroende av ojämlikhet mellan könen.
I verket kritiserar Jeffreys även rörelsen för gay liberation, föregångare till priderörelsen, och utövare av BDSM. Enligt Jeffreys är sexualisering av dominans och underkastelse uttryck för kvinnoförakt oavsett om det görs i heterosexuella eller homosexuella sammanhang, och också homosexuella män och lesbiska kvinnor kan göra skada genom att agera enligt heterosexual desire.
I en recension i Feminism & Psychology (1990) skriver Celia Kitzinger att verket ”borde vara obligatorisk läsning för alla som tror att den sexuella revolutionen bidragit till kvinnors frigörelse.”
Enligt Wendy Hollway är Anticlimax övertygande i frågor om sexologi och en del sexualpolitiska projekt, men för reduktiv då Jeffreys kopplar ihop frågor om makt, kön och åtrå.

## Fler verk

### Böcker
- Jeffreys, Sheila (1985). The spinster and her enemies: feminism and sexuality, 1880–1930. London: Pandora Press. ISBN 0-86358-050-5.
- Jeffreys, Sheila (1987). The Sexuality debates. New York: Routledge & K. Paul. ISBN 9780710209368.
- Jeffreys, Sheila (1990). Anticlimax: a feminist perspective on the sexual revolution. London: Women's Press. ISBN 9780704342033.
- Jeffreys, Sheila (1993). The lesbian heresy a feminist perspective on the lesbian sexual revolution. North Melbourne, Victoria: Spinifex. ISBN 9781875559176.
- Jeffreys, Sheila (2003). Unpacking queer politics: a lesbian feminist perspective. Cambridge Malden, Massachusetts: Polity Press in association with Blackwell Pub. ISBN 9780745628387.
- Jeffreys, Sheila (2005). Beauty and misogyny: harmful cultural practices in the West. London New York: Routledge. ISBN 9780415351829.
- Jeffreys, Sheila (2008). The idea of prostitution (2nd ed.). North Melbourne, Victoria: Spinifex. ISBN 9781876756673.
- Jeffreys, Sheila (2009). The industrial vagina: the political economy of the global sex trade. London New York: Routledge. ISBN 9780415412339.
- Jeffreys, Sheila (2012). Man's dominion: religion and the eclipse of women's rights in world politics. Abingdon, Oxfordshire New York: Routledge. ISBN 9780415596749.
- Jeffreys, Sheila (2014). Gender hurts: a feminist analysis of the politics of transgenderism. Abingdon, Oxfordshire: Routledge, Taylor & Francis Group. ISBN 9780415539401.